# István Jacsó
István Jacsó (n. 17 decembrie 1913, Debrecen – d. 6 decembrie 1985, Budapesta) a fost un antrenor de handbal și avocat maghiar. A fost singurul membru al Comitetului Național Olimpic Ungar care a votat împotriva boicotului Jocurilor Olimpice de la Los Angeles din 1984. 
În anul următor nu a mai fost implicat în deciziile comitetului.
Este înmormântat la Budapesta în cimitirul Rákoskeresztúr.

## Activitatea
István Jacsó a fost apărătorul celor persecutați în 1944 în timpul războiului mondial. După revoluția din 1956 a fost avocatul celor condamnați. Ca membru în conducerea asociației, a reprezentat Asociația Ungară de Handbal în Comitetului Național Olimpic Ungar. Ca membru în comitet s-a remarcat prin votul lui împotriva boicotului Jocurilor Olimpice de vară de la Los Angeles, inițiat de țările din blocul comunist. A fost și președintele comisiei de disciplină a asociației de handbal, pe care a condus-o decenii la rând.
În 1977 a fost distins cu medalia de argint pentru activitatea de jurist.
Fiul său, Péter Jacsó, este profesor la University of Hawaii.

### Atitudinea împotriva boicotului Jocurilor Olimpice din 1984
În 1984, secretarul general al Partidului Comunist al URSS, Konstantin Cernenko, a lansat ideea boicotării Jocurilor Olimpice de la Los Angeles, ca răspuns la boicotul unor țări al Jocurilor Olimpice de la Moscova din 1980. Majoritatea țărilor din blocul de est s-au aliniat acestui boicot (cu excepția României, Iugoslaviei și Chinei). În Ungaria, Jacsó a fost singurul din Comitetul Olimpic care a votat împotriva boicotului.